# 弗雷德·魯維吉耶馬
弗雷德·基薩·魯維吉耶馬（英語：Fred Gisa Rwigyema；「Rwigyema」又拼做「Rwigema」；出生名埃馬紐埃爾·基薩（英語：Emmanuel Gisa）；1957年4月10日—1990年10月2日）為盧旺達的政治家和軍官。魯維吉耶馬創立了盧旺達愛國陣線，該政治和軍事組織最早由流亡海外的盧旺達圖西族人所組成，這些人因1959年當時尚為比利時殖民地的盧旺達-烏隆地發生胡圖族人起義事件，擔心自己和家人慘遭殺害而離開故土。

## 早年與烏干達時期
弗雷德·魯維吉耶馬生於盧旺達南部的穆翰加（今吉塔拉馬），當時的盧旺達尚隸屬比利時殖民地盧旺達-烏隆地。魯維吉耶馬出生後的幾年間，盧旺達境內圖西族和胡圖族之間的矛盾逐漸醞釀，1959年發生胡圖族人起義事件，1960年時任盧旺達國王基格里五世被迫退位並流亡，這些一連串的事件使得圖西族人的人身安全備受威脅。身為圖西族人的魯維吉耶馬因此於1960年隨家人逃離至烏干達，最終於安古勒恩生格勒齊的一座難民營定居。
1976年高中畢業後，魯維吉耶馬來到坦桑尼亞，並加入總部位於坦桑尼亞的烏干達反抗組織烏干達救國陣線。該組織的領導人約韋里·穆塞韋尼是魯維吉耶馬的好友薩立姆·薩勒的弟弟。此時，魯維吉耶馬開始以弗雷德·魯維吉耶馬（Fred Rwigyema）自稱，不再使用原名基薩（Gisa）。同年，魯維吉耶馬前往莫桑比克參與莫桑比克解放陣線對抗葡萄牙殖民政府和追求莫桑比克獨立的武裝抵抗運動。
1979年，魯維吉耶馬加入烏干達全國解放軍，並和坦桑尼亞人民國防軍共同作戰。聯軍於1979年4月拿下烏干達首都坎帕拉，推翻時任烏干達總統伊迪·阿敏的政權，伊迪·阿敏也因此流亡海外。
之後，魯維吉耶馬也隨約韋里·穆塞韋尼領導的烏干達救國陣線參與烏干達叢林戰爭，成功透過游擊戰推翻米爾頓·奧博特領導的烏干達政權。魯維吉耶馬也是在此時首次和未來盧旺達愛國陣線的幾位領導幹部一同作戰，這些人包括保羅·卡加梅（Paul Kagame）、派屈克·卡雷蓋亞（Patrick Karegeya）和卡洋巴·尼亞姆瓦沙（Kayumba Nyamwasa）。
1986年，穆塞韋尼領導的全國抵抗軍成功取得烏干達的政權，魯維吉耶馬因此被任命為國防部副部長。新政權建立初期，舊政權的殘餘部隊持續在烏干達北部騷亂，身為國防部副部長的魯維吉耶馬經常親自前往前線指揮。

## 入侵盧旺達與死亡
1990年10月1日，弗雷德·魯維吉耶馬率領一支規模約10,000人（一說是超過4,000人）的部隊脫離烏干達全國抵抗軍，並對盧旺達北部發動攻擊。由於10月9日是烏干達的獨立紀念日，魯維吉耶馬選擇在獨立紀念日前行動，以便借國慶閱兵之名掩飾行動。
開戰第二天，部隊在盧旺達境內的尼亞布溫霍古齊之丘（Nyabwenshogozi Hill）戰鬥時，魯維吉耶馬因頭部中彈不幸身亡。為避免軍心浮動，部隊高層刻意隱瞞魯維吉耶馬死亡的消息，直至一個月後才公布。有關魯維吉耶馬的確切死因存在爭議，根據盧旺達官方的說法，魯維吉耶馬遭敵軍的子彈擊中頭部，但敵軍原本的目標並不是他。法國歷史學家熱拉爾·普魯尼爾（法語：Gérard Prunier）在其1995年的英文著作《盧旺達危機：大屠殺的歷史》（英語：The Rwanda Crisis: History of a Genocide）也引述這種觀點，不過2009年他又在另一本著作《非洲的世界大戰：剛果、盧旺達大屠殺與非洲大陸的浩劫》（英語：Africa's World War: Congo, the Rwandan Genocide, and the Making of a Continental Catastrophe）一改先前的說法，稱自己得到「完全可靠的消息」，其中包括一名「事發時在場的目擊者」指出，魯維吉耶馬其實是被自己的副指揮官彼得·巴因加納（Peter Bayingana）所殺害，巴因加納因為和魯維吉耶馬在戰術上的意見不同而起了殺念。普魯尼爾於該書中還向讀者致歉，稱自己在寫前一本書時過於輕信愛國陣線的說法。
普魯尼爾甚至指保羅·卡加梅為殺害魯維吉耶馬的幕後黑手，稱其設計引誘彼得·巴因加納和另一名軍官克里斯·本彥葉吉（Chris Bunyenyezi）殺害魯維吉耶馬。他還聲稱自己的觀點得到一些已離開愛國陣線的成員的認可，認為卡加梅將魯維吉耶馬視為自己權力的威脅，不希望戰勝後魯維吉耶馬成為盧旺達的領導人。惟魯維吉耶馬死時卡加梅尚未參與戰役，而是遠在美國堪薩斯州萊文沃思堡的美國陸軍指揮參謀學院就讀。魯維吉耶馬死後，卡加梅急忙自美國返國接替魯維吉耶馬的職位，並於1994年7月成功領導愛國陣線取得盧旺達政權。
魯維吉耶馬在盧旺達被視為國家英雄，其遺體最終葬於首都基加利的勒美拉英雄公墓（Remera Heroes Cemetery）。